# Loóna
Loóna — мобильное приложение для расслабления и подготовки ко сну, созданное в 2019 году. Приложение выпущено на платформах iOS и Android.
Разработчиком является американская компания Loona Inc. Приложение стало победителем Google Play’s Best of 2020 Awards и Apple Design Awards 2021 в номинации «Визуальное представление и графика».

## История
Loóna создала команда, ранее разработавшая AR-приложение MSQRD, приобретённое корпорацией Facebook в 2016 году.
Андрей Янчуревич и Дмитрий Дорин провели в Facebook год и в 2018 году запустили новый проект — Loóna. В 2019 году Сергей Гончар и Евгений Невгень ушли из Facebook, чтобы присоединиться к проекту.
Loóna задумывалась как приложение для расслабления и подготовки ко сну с интерактивными 3D-диорамами. Изначально единственным способом взаимодействия было раскрашивание 3D-локаций под успокаивающую музыку. Позже появилась идея добавить элемент интерактивного повествования. Вдохновителем стал Андрей Янчуревич, CEO Loóna, который каждую ночь читал сказки своему трёхлетнему сыну и заметил, что и сам начинал засыпать. Команда написала рассказы о том, что происходило в диорамах, чтобы полностью вовлечь пользователя в процесс раскрашивания. Так появилась концепция интерактивных эпизодов, «слипскейпов», которые сочетали в себе музыку, повествование и визуал.
Софтлонч приложения на iOS состоялся в мае 2019 года, на Android — в июне 2020 года.
В числе инвесторов Loóna — фонды Elefund и Hoxton Ventures. Одним из инвесторов компании стала также российская супермодель и филантроп Наталья Водянова.
Приложение доступно на английском и русском языках.

## Функциональность
Loóna представляет собой сочетание 3D раскраски, медитативной музыки и успокаивающих историй.
Инвестор проекта Наталья Водянова объяснила коммерческий успех приложения тем, что оно работает на стыке двух индустрий — здоровья и развлечений. В отличие от других приложений для сна и медитации, предлагающих закрыть глаза и только слушать повествование, Loóna вовлекает пользователя. Библиотека контента включает как сказочные сюжеты, такие как «Свет надежды» или «Царство света», так и более реалистичные, описывающие парк в Париже или кафе в Бруклине. Некоторые эпизоды связаны между собой и в них можно найти «пасхальные яйца».
По словам разработчиков, одной из сложностей создания диорам является необходимость предугадывать и избегать потенциальных визуальных триггеров. Примером такого триггера послужили разбросанные вещи, использовавшиеся в сценах для усиления детализации. Они вызывали у пользователей неприятные ассоциации и не давали расслабиться.
Наталья Водянова и Loóna выпустили совместный слипскейп «Out of the box» в рамках «Дня всеобщей осведомленности о доступности» (GAAD). Слипскейп рассказывает историю из детства Натальи и её сестры Оксаны, у которой диагностировали аутизм.

## Оценки и награды
Корпорация Google объявила Loóna победителем Best of 2020 Awards.
CNN Business пишет, что Loóna — лучшее приложение 2020 года — помогает расслабиться и yснуть, а также избавиться от стресса, которым был наполнен год. Guardian и Forbes отмечают, что Loóna находится на быстрорастущем рынке «в сердце революции продуктов для сна».
Приложение также стало победителем Apple Design Awards 2021 в номинации «Визуальное представление и графика». Loóna попала в рейтинг лучших приложений для расслабления и сна по версии Quartz (США).
В 2020 году Андрей Янчуревич, Дмитрий Дорин, Сергей Гончар и Евгений Невгень стали победителями в номинации «Бизнесмены года» по версии GQ с проектом Loóna. В 2021 году Андрей Янчуревич и Дмитрий Дорин были номинированы в рейтинг «30 до 30» российского Forbes в категории «Предприниматели» как создатели Loóna.